# District de Jianxi
Le district de Jianxi (chinois : 涧西区 ; pinyin : Jiànxī qū) est une subdivision administrative de la province du Henan en Chine. Il est placé sous la juridiction de la ville-préfecture de Luoyang.